# Волиньский национальный парк
Волиньский национальный парк (пол. Woliński Park Narodowy) — один из 23 национальных парков Польши. Расположен на северо-западе страны, на острове Волин, в Западно-Поморском воеводстве. Площадь составляет 109,37 км², из которых 46,49 км² занимают леса; 46,81 км² — водные территории и 16,07 км² — прочие земли. Парк был основан в 1960 году; изначально его площадь составляла 4844 га. Штаб-квартира парка находится в городке Мендзыздрое.
Рельеф можно охарактеризовать как моренный. Для побережья характерны крутые обрывистые берега, высота которых может достигать 115,9 метров над уровнем моря. В восточной части парка располагаются несколько озёр ледникового происхождения: Западное Варново, Восточное Варново, Чайче, Домысловске, Заторек и Выселка. Около 68 % от площади лесов составляет сосна, 23 % — бук и 7 % — дуб.
В парке имеется питомник для разведения зубров.

## Фауна парка
Фауна острова очень разнообразна и богато представлена редкими видами животных. Через Волиньский парк проходит главный маршрут перелета птиц вдоль побережья Балтийского моря. На территории парка было обнаружено более 230 видов птиц, в том числе гнездящихся, таких как: орлан-белохвост, вертлявая камышовка, чернозобик, малая мухоловка . Парк играет важную роль в сохранении среды обитания водно-болотных птиц, которые находят здесь кормовую базу, особенно во время сезонных перелетов. Район дельты Швины был причислен к убежищу птиц европейского значения. В настоящее время ведется реинтродукция филина. 
Из богатого мира насекомых сохранились жук-олень и большой дубовый усач. 
Воды Поморского залива являются биотопом многих видов, особенно рыб и более редких морских млекопитающих – длинномордых тюленей и обыкновенных морских свиней .

## Галерея

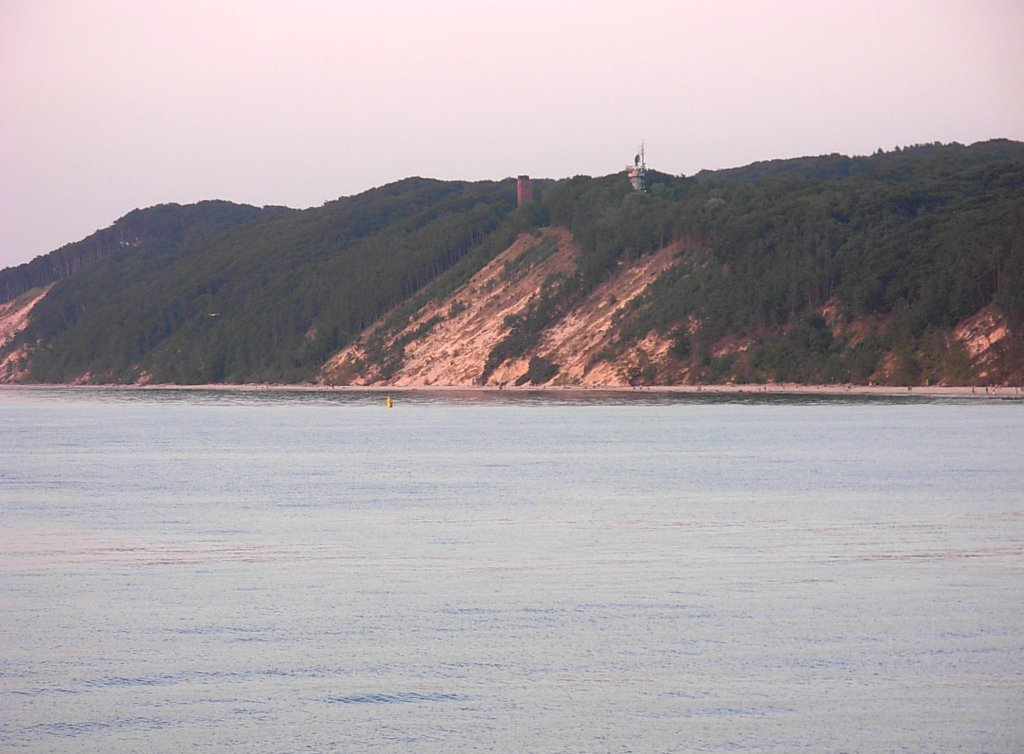
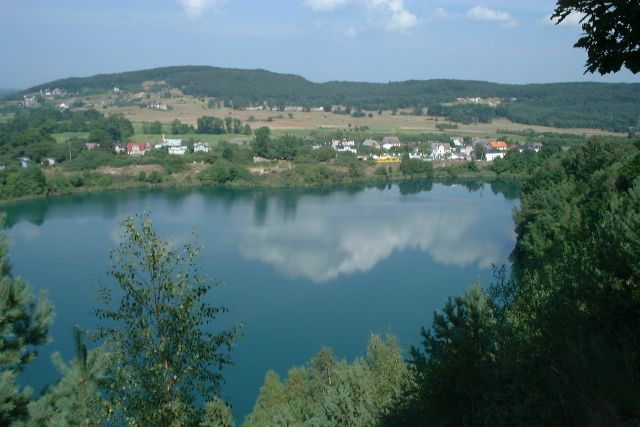